# Xi’an JH-7
Xi’an JH-7 (FBC-1; chiń. 殲轟-7; pinyin Jiānhōng-7;Kod NATO:Flounder - flądra) – chiński samolot uderzeniowy, łączący w sobie cechy samolotu myśliwsko-bombowego, zaprojektowany i zbudowany w latach 70. i 80. XX wieku. Maszyna weszła na uzbrojenie chińskiej marynarki i sił powietrznych.

## Historia

### Geneza
Od początku swojego istnienia lotnictwo Chin jako priorytetowe traktowało pozyskanie i rozwój samolotów myśliwskich. W pierwszej kolejności były to maszyny pozyskane od największego sojusznika jakim był na początku istnienia ludowych Chin, Związek Radziecki. Na początku lat 50. XX wieku zaczęły pojawiać się w Chinach pierwsze samoloty bombowe, Tu-2, Tu-4, które w zupełności wystarczały do wypełniania zadań stawianych tej części chińskiego lotnictwa. Z czasem tłokowe maszyny zostały zastąpione przez samoloty odrzutowe Ił-28 i Tu-16. Jednak w latach 60. pojawiła się potrzeba posiadania samolotu uderzeniowego, zdolnego do realizacji zadań bliskiego wsparcia, do których nie nadawały się klasyczne bombowce używane w Chinach. Niestety lata 60. to również okres gwałtownego pogorszenia się stosunków ze Związkiem Radzieckim. W zaistniałej sytuacji nie można było już liczyć na pozyskanie odpowiednich samolotów od tradycyjnego dostawcy. Aby rozwiązać problem braku odpowiednich maszyn Chińczycy rozpoczęli program budowy tego typu maszyny na bazie istniejących i dostępnych konstrukcje. Na podstawie samolotu Shenyang J-6 (licencyjnej wersji radzieckiego MiG-19), stworzyli udany samolot szturmowy Nanchang Q-5. Niestety Q-5 miał swoje ograniczenia, a największym z nich był zbyt mały udźwig jak na potrzeby chińskiego lotnictwa. Wzrost masy przenoszonego uzbrojenia uzależniony był od odpowiedniego napędu, którego w Chinach brakowało. Przełomowym momentem okazało się zakupienie 50 silników Rolls-Royce Spey RB.168 Mk 202 oraz licencji na ich budowę w Chinach. Dysponując odpowiednim napędem, rozpoczęto prace nad nowym samolotem uderzeniowym.

### Projekt
Prace nad dwuosobową maszyną uderzeniową rozpoczęto pod koniec 1973 roku w wytwórni w Xi’an we współpracy z Lotniczym Instytutem Konstrukcyjno Badawczym. Początkowo układ konstrukcyjny nowego samolotu przypominał F-4 Phantoma II, zwłaszcza że brytyjskie Phantomy FG1 napędzane były silnikami Rolls-Royce Spey, a chińscy specjaliści dość dokładnie zapoznali się z konstrukcją tego samolotu podczas wojny w Wietnamie. Mieli wówczas dostęp do podzespołów zestrzelonych maszyn a według niepotwierdzonych informacji dysponowali również kompletną maszyną. Prace projektowe oficjalnie rozpoczęły się w 1977 roku.
Z biegiem czasu zaczęto odchodzić od układu konstrukcyjnego Phantoma, a nowy samolot zaczął coraz bardziej upodabniać się do innej zachodniej maszyny, samolotu SEPECAT Jaguar. Było to efektem bardzo dobrej współpracy pomiędzy Chinami a Rumunią, która we współpracy z Jugosławią opracowała samolot bliskiego wsparcia IAR-93, efektem tych prac po stronie jugosłowiańskiej był samolot SOKO J-22 Orao. W pracach nad samolotami sięgnięto po rozwiązania zastosowane w Jaguarze, którego część dokumentacji technicznej Francja przekazała Rumunii. Z kolei rumuńscy specjaliści przekazali swoje doświadczenia zebrane podczas prac nad samolotami IAR-95/Orao, Chinom. Prace trwały wyjątkowo długo. Pierwsze doniesienia o nowym samolocie oznaczonym jako JH-7 pojawiły się podczas Farnborough International Airshow w 1988 roku kiedy to również ujawniono model samolotu. 14 grudnia tego samego roku w powietrze wzniósł się po raz pierwszy prototyp samolotu. Według niepotwierdzonych źródeł zbudowano łącznie sześć prototypów, z których jeden uległ wypadkowi. Pierwsze zdjęcia JH-7 pojawiły się w 1995 roku a w 1998 roku, podczas China International Aviation & Aerospace Exhibition Chiny po raz pierwszy pokazały gotowy samolot ale ze zmienionym oznaczeniem FBC-1 Flying Leopard. Była to nazwa skierowana dla potencjalnych zagranicznych odbiorców samolotu. W 1999 roku rozpoczęto prace nad zmodernizowaną wersją samolotu oznaczoną jako JH-7A. Jego makietę po raz pierwszy publicznie ujawniono w 2001 roku. W tym samym roku, po negocjacjach z brytyjską Disposal Sales Agency, Chinom udało się pozyskać kolejna partię silników Rolls-Royce Spey. Spowodowane było to opóźnieniami prac nad własną wersją brytyjskiego napędu, silnikiem WS-9, który zdołano ukończyć dopiero w 2003 roku.

## Służba
Według niektórych źródeł pierwsze samoloty trafiły do jednostki liniowej już 1992 roku. Był to 16. Pułk 6 Dywizji lotnictwa marynarki stacjonujący w Dachang. Były to maszyny przedprodukcyjne, których zdaniem było zaznajomienie pilotów z samolotami oraz przeprowadzenie badań samolotu w warunkach eksploatacji liniowej. W 1995 roku chińska telewizja ujawniła zdjęcia z prowadzonych przez marynarkę ćwiczeń, na których pojawiły się samoloty JH-7. Na początku XXI wieku, w latach 2002 - 2004 kolejne samoloty trafiły do 14. Pułku lotnictwa marynarki w Laiyang i 27. Pułku lotnictwa marynarki stacjonującego w Lingshui na wyspie Hajnan. W 2004 roku do jednostek zaczęły trafiać wersje JH-7A, weszły do służby liniowej zarówno w jednostkach marynarki wojennej jak również w jednostkach sił powietrznych, 15. Pułku z Weifang, 82. Pułku z Hangzhou, 31. Pułku z Siping oraz 110 Samodzielnej Brygady z Urumczi.

## Wersje

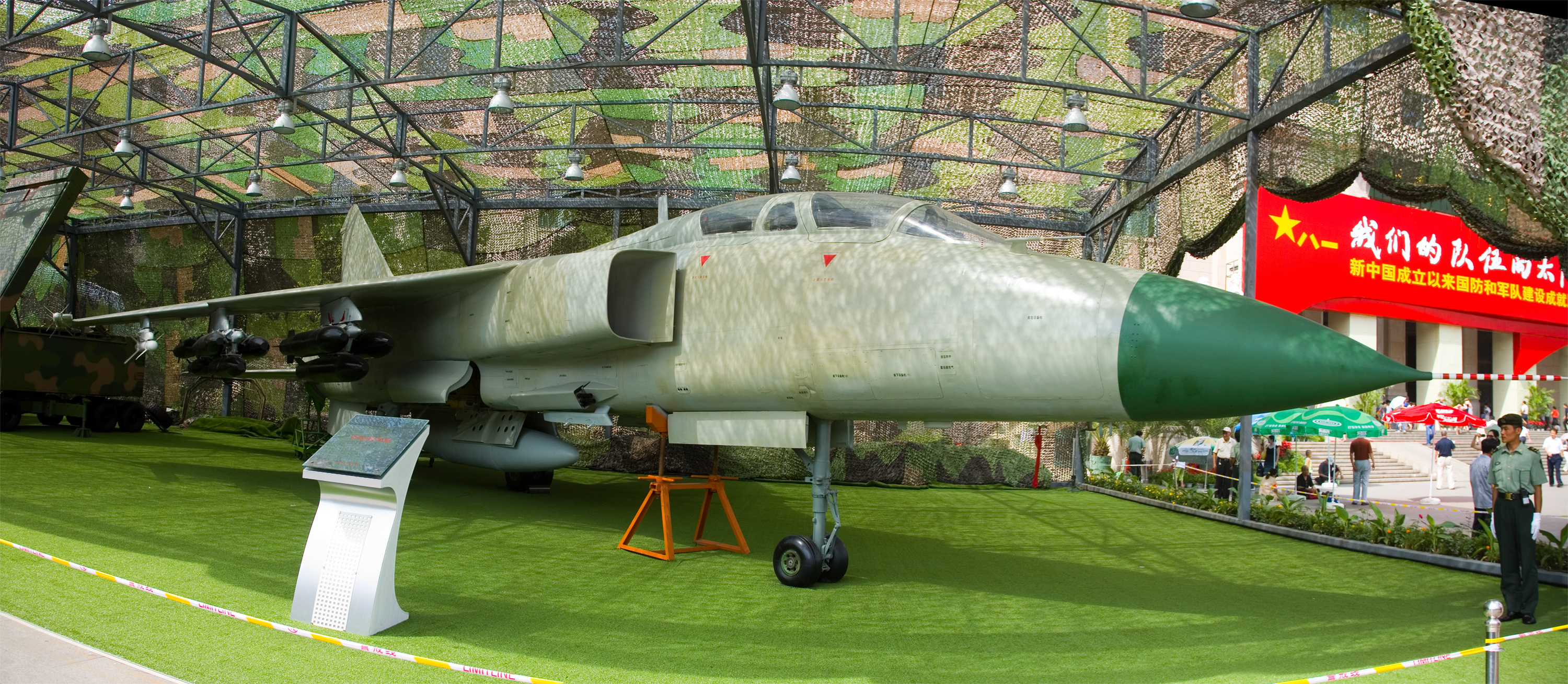
JH-7A

- JH-7 - podstawowa wersja przedprodukcyjna. Samolot wyposażony jest w wielofunkcyjny radar 232H, cyfrowo-analogowy system sterowania KF-1, system nawigacyjny oparty na układzie bezwładnościowo-satelitarnym HG-563GB, układzie dopplerowskim Typ 210 oraz systemie transmisji danych 483D. Identyfikator "swój-obcy" 605B (niektóre źródła podają, iż jest to system HGY-10B), system ostrzegający o opromieniowaniu KJ-8602, system zakłócający urządzenia radiolokacyjne Typ 960-2, wyrzutnie flar zamontowaną w tyle kadłuba. Załoga siedzi w fotelach wyrzucanych HTY-4 klasy 0-0, umożliwiających bezpieczne katapultowanie na wysokości 0 m i przy prędkości 0 km/h. Kabina wyposażona w ciekłokrystaliczne wyświetlacze.
- JH-7A - zmodernizowana wersja JH-7A. Nowa maszyna ma zwiększoną liczbę węzłów do podwieszania uzbrojenia (do jedenastu) podnoszącą masę przenoszonego uzbrojenia. Zainstalowano dwa dodatkowe zamki podskrzydłowe i dwa podkadłubowe. Usunięto grzebienie aerodynamiczne ze skrzydeł. Na podkadłubowych węzłach samolot może przenosić zasobniki nawigacyjno celownicze umożliwiające wykonywanie zadań z użyciem bomb naprowadzanych laserowo. Jednoczęściowy wiatrochron kabiny pilota, nowy, cyfrowy system sterowania Fly-by-wire, radar JL-10A ze szczelinową anteną zdolny do równoczesnego śledzenia czternastu celów, układ ostrzegający RW-1045 i stacje zakłócającą KG-8605. JH-7A był pierwszym chińskim samolotem zaprojektowanym przy użyciu cyfrowych systemów projektowych. W konstrukcji samolotu zastosowano na szerszą w porównaniu do JH-7 skale materiały kompozytowe.
- FBC-1 Flying Leopard - wersja eksportowa samolotu JH-7.
- FBC-1A Flying Leopard II - wersja eksportowa samolotu JH-7A.

## Uzbrojenie
Wersja JH-7 ma siedem węzłów do podwieszania uzbrojenia, wersja JH-7A jedenaście. Uzbrojenie strzeleckie składa się z dwulufowego działka GSz-23Ł kalibru 23 mm z zapasem 300 pocisków. Samolot może przenosić całą rodzinę chińskich kierowanych pocisków rakietowych powietrze-powietrze PL-2, PL-5, PL-8, PL-9. Rakiety przeciwokrętowe YJ-8K, rakiety niekierowane przenoszone w zasobnikach kalibru 57 i 90 mm, niekierowane bomby jak również wersja JH-7A, bomby sterowane laserowo. Ogólna masa przenoszonego uzbrojenia wynosi około 9000 kg.

## Konstrukcja
JH-7 jest wolnonośnym, dwumiejscowym górnopłatem o mieszanej, kompozytowo-metalowej konstrukcji. Trapezowe skrzydła o zmiennym skosie z uskokiem na krawędzi natarcia. Uskok wraz z grzebieniami aerodynamicznymi (usuniętymi w wersji JH-7) ma zapobiegać wcześniejszemu oderwaniu się strug powietrza. Skrzydło wyposażone w lotki i jednoczęściowe klapy. Usterzenie klasyczne, płytowe stateczniki poziome. Podwozie trójpodporowe z przednim podparciem, chowane. Przednia zdwojona goleń do wnęki w kadłubie, podwozie główne, również zdwojone i również do wnęk w kadłubie. Półeliptyczne wloty powietrza do silników z nieruchomymi oddzielaczami warstwy przyściennej powietrza umieszczono po obu stronach kadłuba tuż za kabiną pilota.